# Josep Antoni Coderch
Josep Antoni Coderch (Barcelona, 26 de novembro de 1913 – Espolla, 6 de novembro de 1984) foi um arquitecto espanhol. Nasceu em Barcelona com o nome completo Josep Antoni Coderch i de Sentmenat. Estudou na Escola Técnica Superior de Arquitetura de Barcelona onde teve como professor Josep Maria Jujol.

## Obras representativas

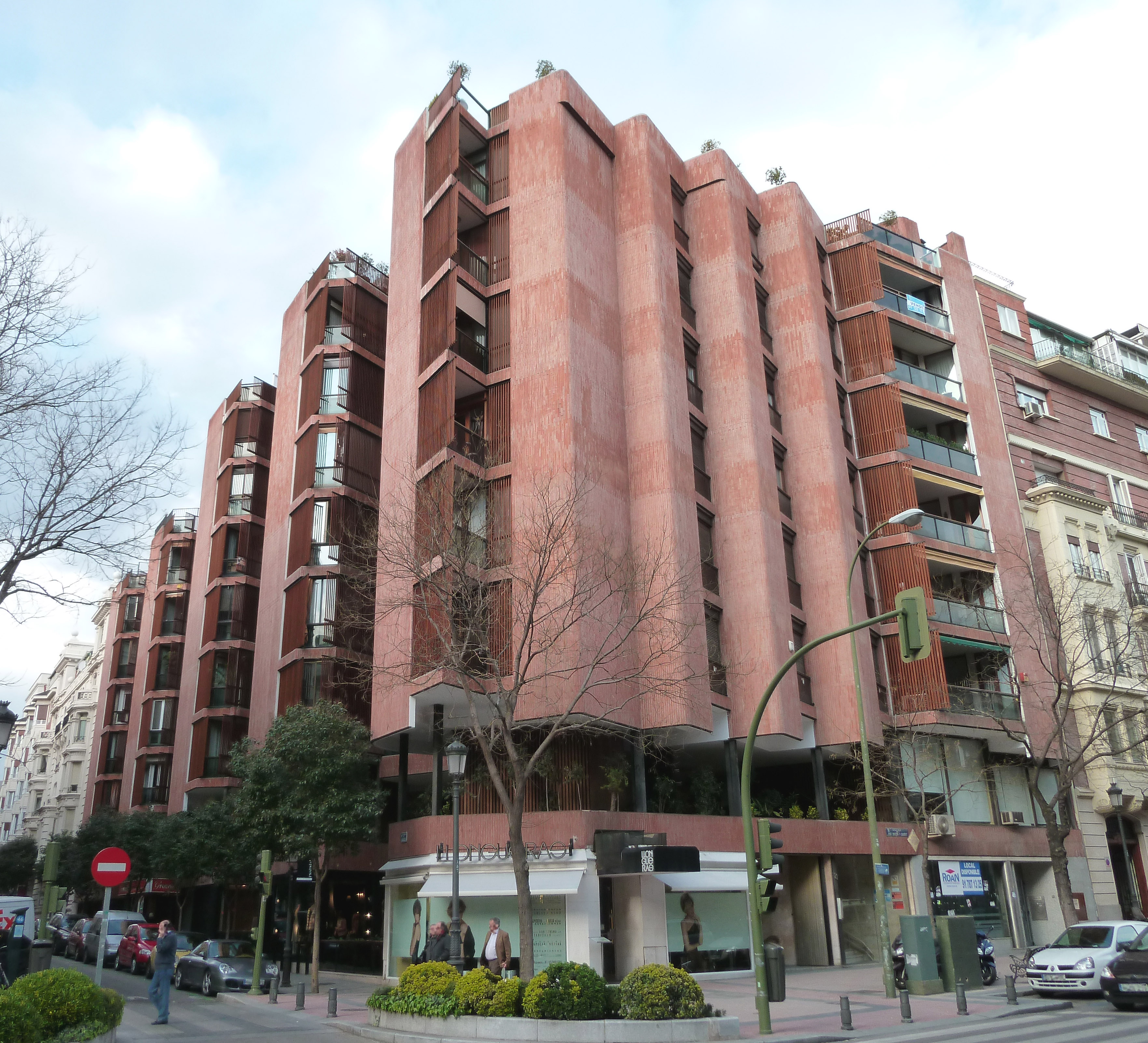
Edificio Girasol (Madrid).

- Casa Ugalde (Caldes d'Estrac, Catalunha, Espanha)
- Casa Gili (Sitges, Catalunha, Espanha, 1965)
- Pabellón de Exposiciones, IX Trienal de Milán (Milão, Italia)
- Casa Rozès (Rosas, Gerona)
- Casa Senillosa (Sitges, Catalunha, Espanha)
- Edificio Banco Transatlántico (Barcelona)
- Edifici d'habitatges al carrer Johann Sebastian Bach (Barcelona)
- Casa Uriach (L'Ametlla del Vallés, Catalunha)
- Edificio Trade (Barcelona)
- Hotel del Mar (Palma de Maiorca)
- Casa Catasús (Sitges, Catalunha)
- Urbanització Can Pep Simó (Ibiza)
- Edificio de Viviendas Girasol (Madrid)
- Conjunt d'habitatges del Banco Urquijo (Barcelona)
- Edifici de l'Institut Francès (Barcelona)
- Ampliació de l'Escoela Tècnica Superior d'Arquitectura (Barcelona)
- Centro Técnico de Seat (Martorell)
- Premis Ramon Planas del Ayuntamiento Sitges